# Скупчення галактик у сузір'ї Діви

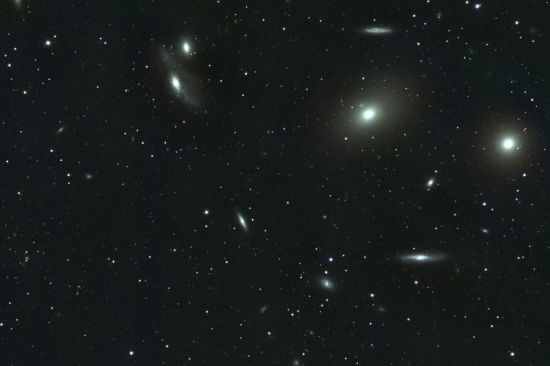
Центральна частина скупчення.

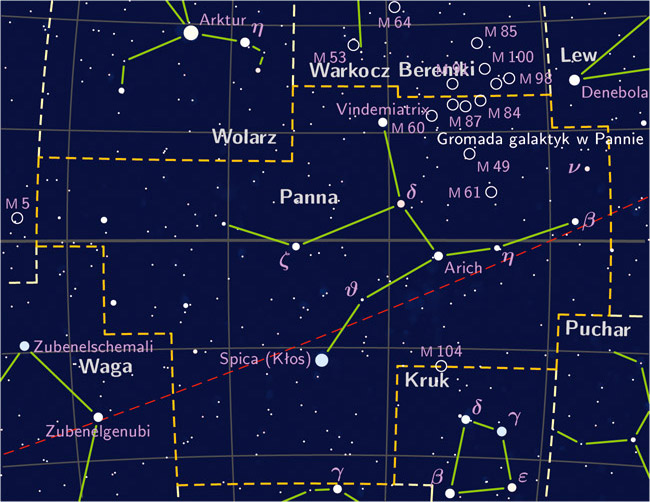
Розташування скупчення галактик у сузір'ї Діви

Скупчення галактик у сузір'ї Діви — масивне скупчення галактик у центрі надскупчення Діви діаметром 15 мільйонів світлових років. На спостережуваному небі скупчення має кутовий розмір близько 8 ° із центром у напрямку сузір'ї Діви, звідки й походить його назва. Відстань до скупчення становить близько 48 млн світлових років.

## Галактики у скупченні
Скупчення містить близько 2000 галактик. Найбільші з них: Мессьє 90 (діаметр — 160 тисяч світлових років), Мессьє 86 (155 тис.), Мессьє 49 (150 тис.), Мессьє 98 (150 тис.), NGC 4438 (130 тис.), Мессьє 87 (125 тис.), NGC 4212 (120 тис.), Мессьє 100 (115 тис.), NGC 4762 (115 тис.), Мессьє 60 (110 тис.), Мессьє 85 (105 тис.), NGC 4526 (105 тис.), NGC 4535 (105 тис.) Мессьє 88 (100 тис.).
Близько 30 галактик мають зоряну величину, що перевищує 10,5 m.
| Галактика       | Тип    | m_V     |
| --------------- | ------ | ------- |
| NGC 4192 = M98  | SbI-II | 10 m,13 |
| NGC 4216        | SbII   | 9 m,98  |
| NGC 4254 = M99  | ScI    | 9 m,84  |
| NGC 4303 = M61  | ScI    | 9 m,67  |
| NGC 4321 = M100 | ScI    | 9 m,37  |
| NGC 4365        | E2     | 10 m,5  |
| NGC 4374 = M84  | S0     | 9 m,27  |
| NGC 4382 = M85  | S0     | 9 m,22  |
| NGC 4406 = M86  | S0     | 9 m,18  |
| NGC 4429        | S0     | 10 m,16 |
| NGC 4438        | SBa    | 10 m,08 |
| NGC 4442        | E5p    | 10 m,48 |
| NGC 4450        | Sb     | 10 m,12 |
| NGC 4459        | E2     | 10 m,40 |
| NGC 4472 = M49  | E4     | 8 m,37  |

| Галактика         | Тип   | m_V     |
| ----------------- | ----- | ------- |
| NGC 4473          | E4    | 10 m,22 |
| NGC 4477          | S(B)a | 10 m,42 |
| NGC 4486 = M87    | E1    | 8 m,62  |
| NGC 4501 = M88    | Sb+I  | 9 m,52  |
| NGC 4526          | E7    | 9 m,64  |
| NGC 4535          | S(B)c | 9 m,82  |
| NGC 4548 = M91(?) | SBb   | 10 m,19 |
| NGC 4552 = M89    | E0    | 9 m,81  |
| NGC 4569 = M90    | Sb+   | 9 m,48  |
| NGC 4579 = M58    | Sb    | 9 m,78  |
| NGC 4596          | SBa   | 10 m,48 |
| NGC 4621 = M59    | E3    | 9 m,79  |
| NGC 4654 = IC3708 | ScII  | 10 m,46 |
| NGC 4649 = M60    | E1    | 8 m,83  |
| NGC 4762          | SB0   | 10 m,22 |

## Кулясті скупчення
Під час досліджень, що проводилися за допомогою космічного телескопа Хаббла в скупченні Діви було виявлено більше 11 000 кулястих зоряних скупчень, пов'язаних із галактиками скупчення Діви. Вік більшості з них становить близько 5 мільярдів років. Ці скупчення виявлені в сотні галактик різних розмірів, форм і яскравості, виключаючи навіть карликові галактики. Було відзначено також, що карликові галактики, які розташовані ближче до центру галактичного скупчення, містять більше кулястих скупчень, ніж розташовані на віддалі. Дослідники припускають, що розташована в центрі скупчення велетенська еліптична галактика M87 притягає кулясті скупчення з інших галактик.